# Verso il paradiso
Verso il paradiso (The Heaven Shop) è un libro della scrittrice canadese Deborah Ellis.

## Trama
La protagonista è Binti Phiri, una ragazza africana di Blantyre, in Malawi, che recita in una commedia radiofonica. Vive con il padre, il fratello e sua sorella, ma un giorno il padre muore a causa dell'AIDS. Lei e sua sorella sono costrette ad andare a vivere dagli zii, che però le trattano come schiave. Allora scappano e Binti va ad abitare dalla nonna, che gestisce un piccolo centro d'accoglienza per orfani, molti dei quali sieropositivi. Qui Binti viene a contatto con la dura realtà dell'Aids in terra d'Africa.

## Edizioni
- Deborah Ellis, Verso il paradiso, traduzione di Claudia Manzolelli, collana Narrativa, Fabbri, 2005,  p. 212, ISBN 88-451-1363-9.